# Strzelanina w Plymouth
Strzelanina w Plymouth – strzelanina, która miała miejsce 12 sierpnia 2021 roku w mieście Plymouth w Wielkiej Brytanii; uzbrojony napastnik zastrzelił 5 osób i ranił 2 inne po czym popełnił samobójstwo.

## Tło
Ataki z bronią palną popełnianie przez pojedynczych szaleńców lub terrorystów zdarzają się w Wielkiej Brytanii rzadko - ostatnią dużą strzelaniną w tym kraju przed atakiem z Plymouth były strzelaniny w Kumbrii z 2010 roku. Wówczas zginęło 13 osób, w tym sprawca, a 11 zostało rannych. Wynika to z wyjątkowo restrykcyjnych ograniczeń w dostępie do broni w tym kraju, które wprowadzono po atakach z Hungerford i Dunblane z 1987 i 1996 roku.

## Przebieg
Strzelanina rozpoczęła się o 18:11 czasu lokalnego kiedy sprawca otworzył ogień przy użyciu strzelby typu pump action w swoim mieszkaniu, zabijając swoją matkę, po czym wyszedł na ulicę przed domem i zaczął strzelać do ludzi. Zastrzelił na ulicy kilkuletnią dziewczynkę i jej ojca, po czym wszedł do pobliskiego parku gdzie ranił dwie kolejne osoby i zastrzelił mężczyznę. Następnie zastrzelił na placu na ruchliwej ulicy kobietę, po czym popełnił samobójstwo. Chwilę później na miejsce zdarzenia przybyły służby ratownicze i policja. Osoby, które przeżyły postrzał doznały znacznych obrażeń, ale nie zagrażały one ich życiu; jedna z osób zabitych była ratowana na miejscu zdarzenia, ale wkrótce potem zmarła w szpitalu z powodu obrażeń w wyniku strzałów.

## Odpowiedź służb
Po ataku na miejsce przyjechało wiele służb policyjnych i ratunkowych, które opisały zdarzenie jako poważny incydent z bronią palną i wkrótce później ogłoszono, że miejsce jest już bezpieczne i napastnik nie żyje.

## Sprawca
Sprawcą strzelaniny był 22-letni Jake Davison. Policja i miejscowe służby po ataku stwierdziły, że sprawca nie kierował się motywami terrorystycznymi, a atak wynikał z pobudek osobistych. Sprawca miał licencję na posiadanie broni palnej, która została mu chwilowo odebrana pod koniec 2020 roku, ale przywrócono mu ją na krótko przed atakiem. Napastnik od dawna przed atakiem miał mieć złe nastawienie do osób w swoim wieku i nawet czasem atakować nieznajomych nastolatków werbalnie i grożąc im przemocą fizyczną. Raz zaatakował także mężczyznę i jego ciężarną dziewczynę na ulicy nieopodal miejsca gdzie wiele lat później miała miejsce jego strzelanina.
Napastnik prawdopodobnie kierował się pobudkami mizoginistycznymi i utożsamiał się z ruchem inceli - przed atakiem opublikował w internecie film, na którym zapowiedział atak i nawiązał do poprzednich ataków inceli oraz ich kontrowersyjnych akcji w internecie. Wyraził też swoją wściekłość z powodu niemożności posiadania dziewczyny kiedy był nastolatkiem i uważał, że stracił całe młode życie. Portal Reddit na którym pisał, zawiesił jego konto chwilę przed atakiem za czynienie nieodpowiednich komentarzy wobec 16-letniej dziewczyny z USA, która pisała na jednym z działów portalu. Davison miał notorycznie namawiać ją na seks i mówić, że nie jest to niezgodne z prawem gdyż wiek zgody na kontakty seksualne w Wielkiej Brytanii umożliwia mu uprawianie seksu z kimś w jej wieku. Pisał też z nią na wiele innych tematów i wielokrotnie podczas tej konwersacji miał się załamywać emocjonalnie.

## Możliwy motyw
Napastnik kłócił się często z matką z powodu jego seksistowskich przekonań i nienawiści do kobiet.

## Reakcje
Nazajutrz po ataku odbyło się żałobne czuwanie niedaleko miejsca gdzie doszło do ataku. Flagi w mieście zostały opuszczone do połowy dzień po ataku.